# Philip Meisner
Philip Meisner (født 18. marts 1980) er journalist og vært på Radioavisen.
Han blev uddannet fra Syddansk Universitet i Odense i januar 2007. I studietiden var han praktikant på DR Fyn, samt undervejs udlånt til Radioavisen.
Philip Meisner har lavet radio siden 1993. Han begyndte som frivillig på en lokalradio i Farum. Få år efter blev han tilknyttet som afvikler og vært på Radio Uptown. Senere har han arbejdet på en række fynske lokalradioer. 
Meisner har fra 2006 arbejdet som vært på Radioavisen, primært på P1 og P2, men skiftede i 2011 til en stilling som dagredaktør for P1, hvor han desuden var redaktør for OBS og arbejdede med P1's afviklingsteknik. I 2021 blev han digital redaktør i Statsministeriet.